# William Sylvester
William Sylvester, född William R. Silvester 31 januari 1922 i Oakland, Kalifornien, död 25 januari 1995 i Butte County, Kalifornien, var en amerikansk skådespelare. Sylvester är mest känd för sin roll som Dr. Heywood R. Floyd i Stanley Kubricks År 2001 – ett rymdäventyr från 1968. Året dessförinnan, 1967, hade han medverkat i en liten roll som Pentagon-medarbetare i James Bond-filmen Man lever bara två gånger.